# Famille von Wallmoden
La famille von Wallmoden est le nom d'une ancienne famille noble de la principauté épiscopale de Hildesheim. Le siège de la famille, Alt Wallmoden, appartient aujourd'hui à la commune de Wallmoden dans l'arrondissement de Goslar en Basse-Saxe. Des branches de la famille existent encore aujourd'hui.

## Histoire
La famille est apparue dès la deuxième moitié du XIIe siècle. Le premier membre attesté est Tidelinus von Walmoden (Thedel), qui apparaît dans les documents le 3 juin 1154. Un Eschwin von Wallmoden est mentionné dans des documents en 1181.
En 1307, après la dissolution des Templiers par le pape Clément V, le chevalier templier Aschwin von Wallmoden reçoit la seigneurie d'Heinde en fief de l'évêque de Hildesheim. Par le biais de mariages et d'héritages, la propriété foncière a pu être considérablement augmentée et maintenue jusqu'au XIXe siècle. Le mariage d'Henning von Wallmoden (1335-1393) avec Agnes von Hallermund (de) conduit à la fusion des deux domaines seigneuriaux d'Heinde.
Thedel von Wallmoden (mort en 1529), capitaine de la ville de Goslar, est l'ancêtre des deux principales lignées de la famille.

### Ancienne lignée

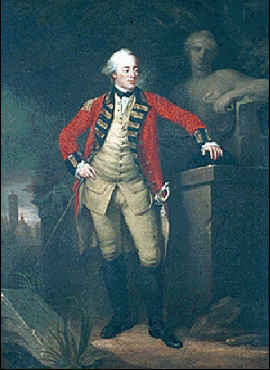
Comte Johann Ludwig von Wallmoden-Gimborn (1736-1811)

La lignée la plus ancienne d'Heinde (également appelée Oberhaus) comprend Johann Ludwig von Wallmoden-Gimborn, qui est officiellement et nominalement un fils d'Adam Gottlieb von Wallmoden (1704-1752) et de sa femme Amélie Sophie von Wendt, mais est en fait un fils naturel de l'amant de cette dernière, le roi George II de Grande-Bretagne, électeur de Hanovre, qui élève sa maîtresse au rang de comtesse de Yarmouth. Johann Ludwig hérite d'Heinde et en 1782 acquit également la seigneurie impériale de Gimborn en Westphalie du prince de Schwarzenberg. Il est élevé au rang de comte d'Empire par l'empereur Joseph II le 17 janvier 1783 à Vienne sous le nom de Wallmoden-Gimborn et avec une augmentation des armoiries des comtes impériaux. Dans le même temps, il obtient un siège et un vote au Collège des comtes impériaux de Westphalie (de) et donc aux États impériaux. Il sert la maison de Hanovre en tant que commandant en chef de l'armée électorale et fait construire le palais Wallmoden (de) dans le Jardin Georges (de) à Hanovre-Herrenhausen en 1782. Le comté de Gimborn est médiatisé au grand-duché de Berg en 1806. Après la mort du comte en 1811, les héritiers revendiquent la propriété éloignée en 1813. Le dernier des fils du comte à mourir est Karl August Ludwig comte von Wallmoden-Gimborn, conseiller privé impérial et royal, le 26 février 1883 à Prague. En 1843, il a acquis le domaine de Walshausen près d'Heinde. Les deux domaines sont hérités par les comtes apparentés de Kielmannsegg (de), qui les possèdent encore aujourd'hui.

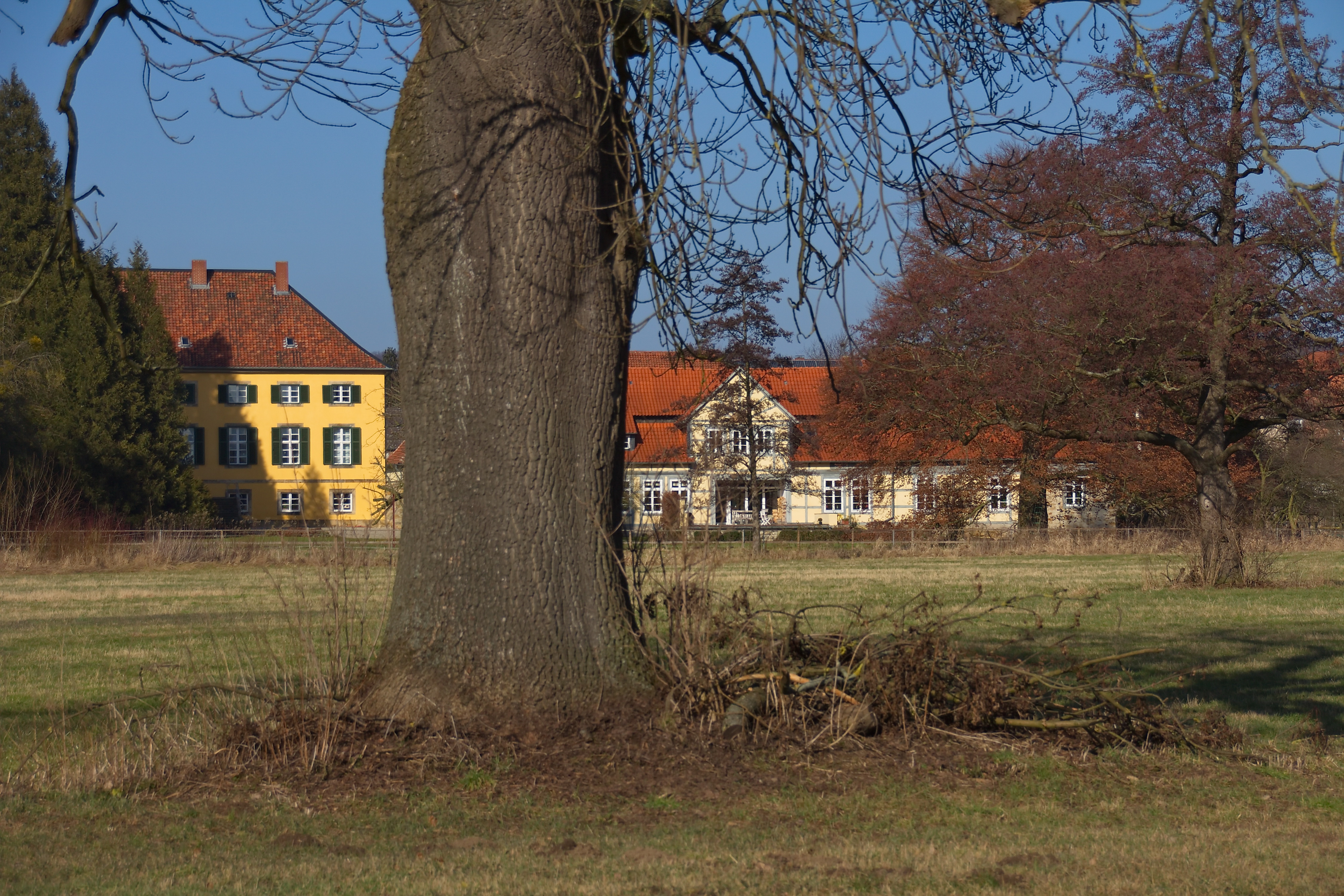
Manoir d'Heinde près de Hildesheim
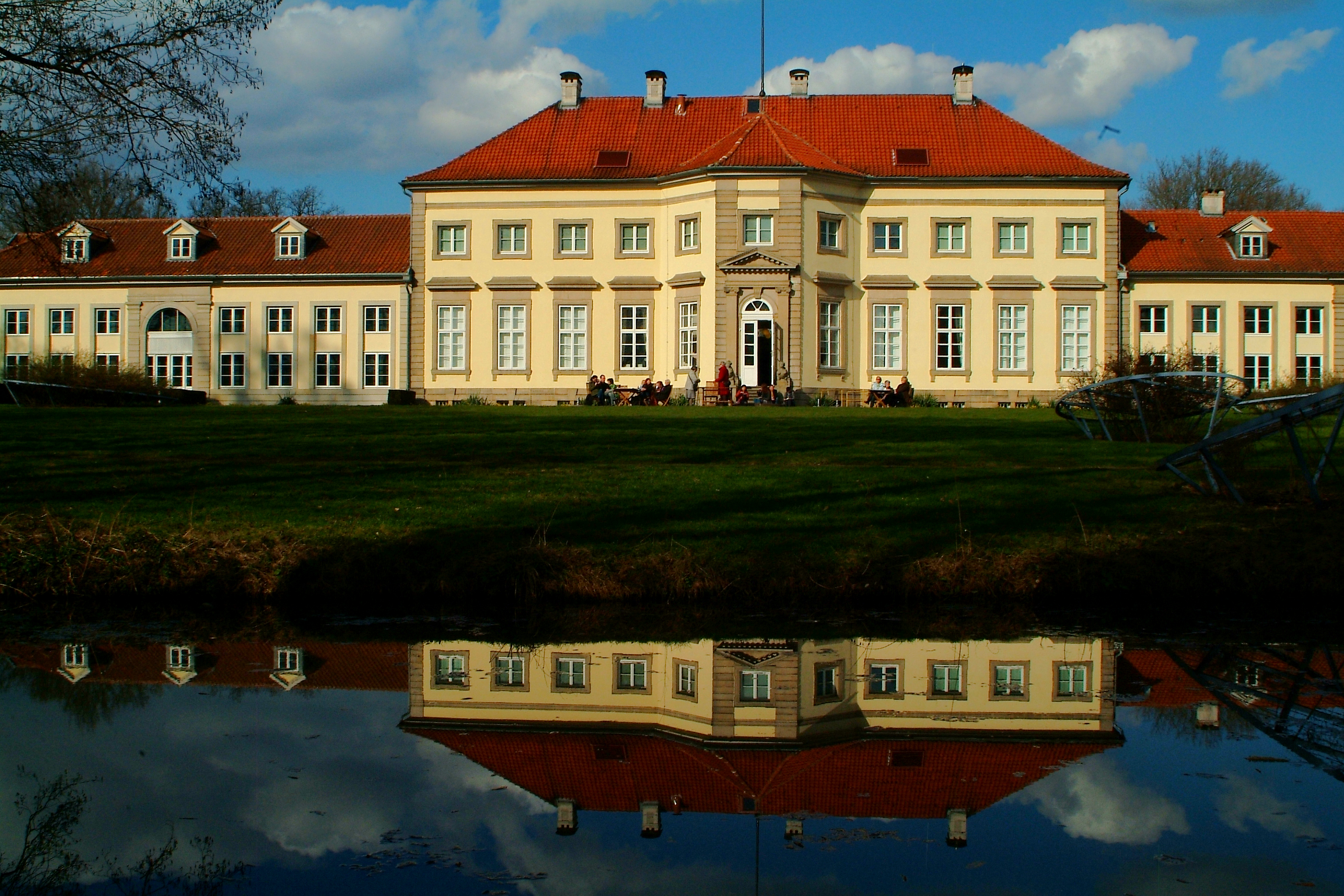
Palais Wallmoden (de) dans le Jardin Georges, Hanovre
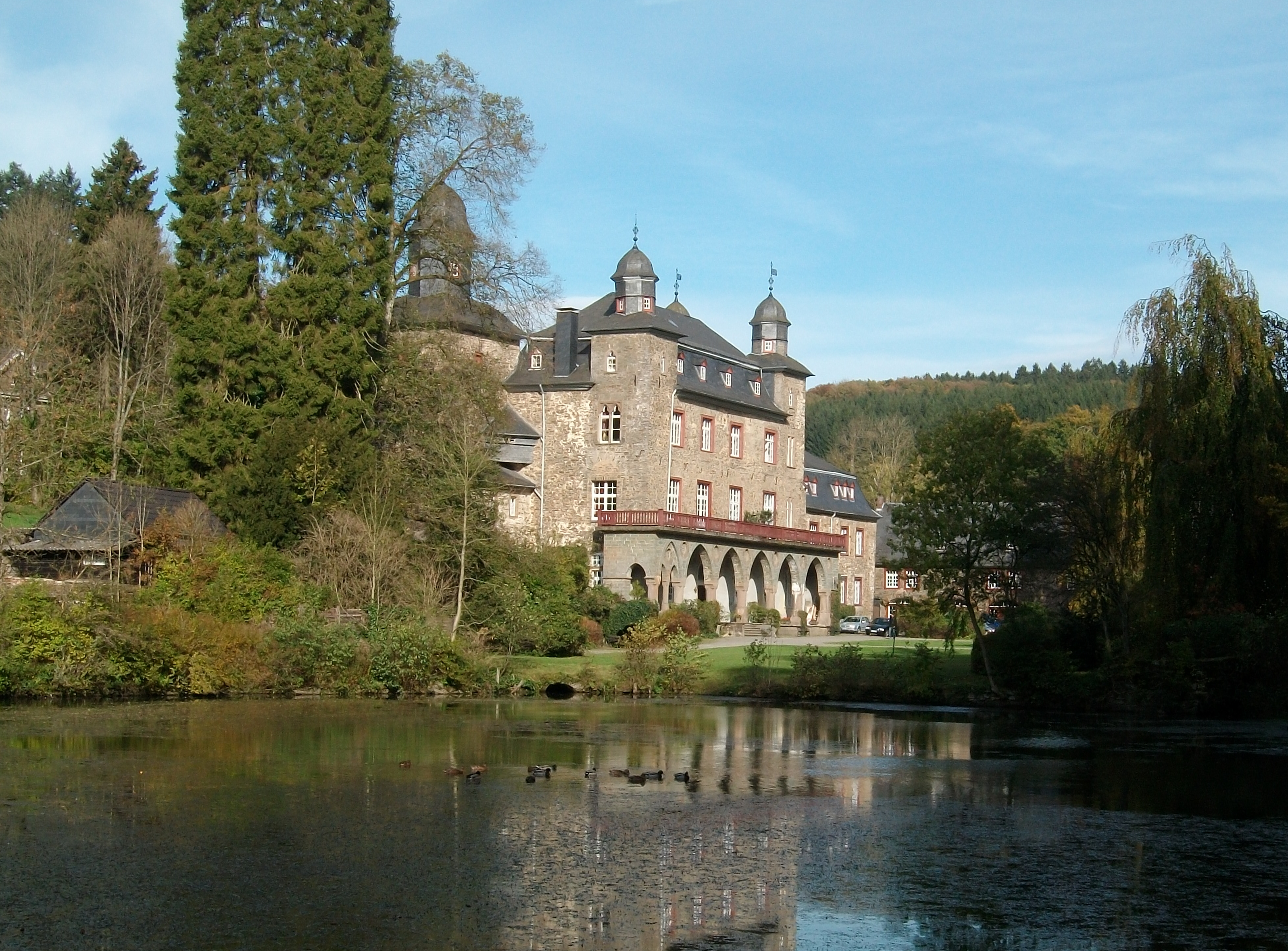
Château de Gimborn (de)

### Lignée jeune
La lignée la plus jeune d'Alt Wallmoden (également appelée Unterhaus) a pu conserver la propriété du siège principal, temporairement en tant que fidéicommis, jusqu'à ce jour. Le surnom Thedel est également courant à ce jour.

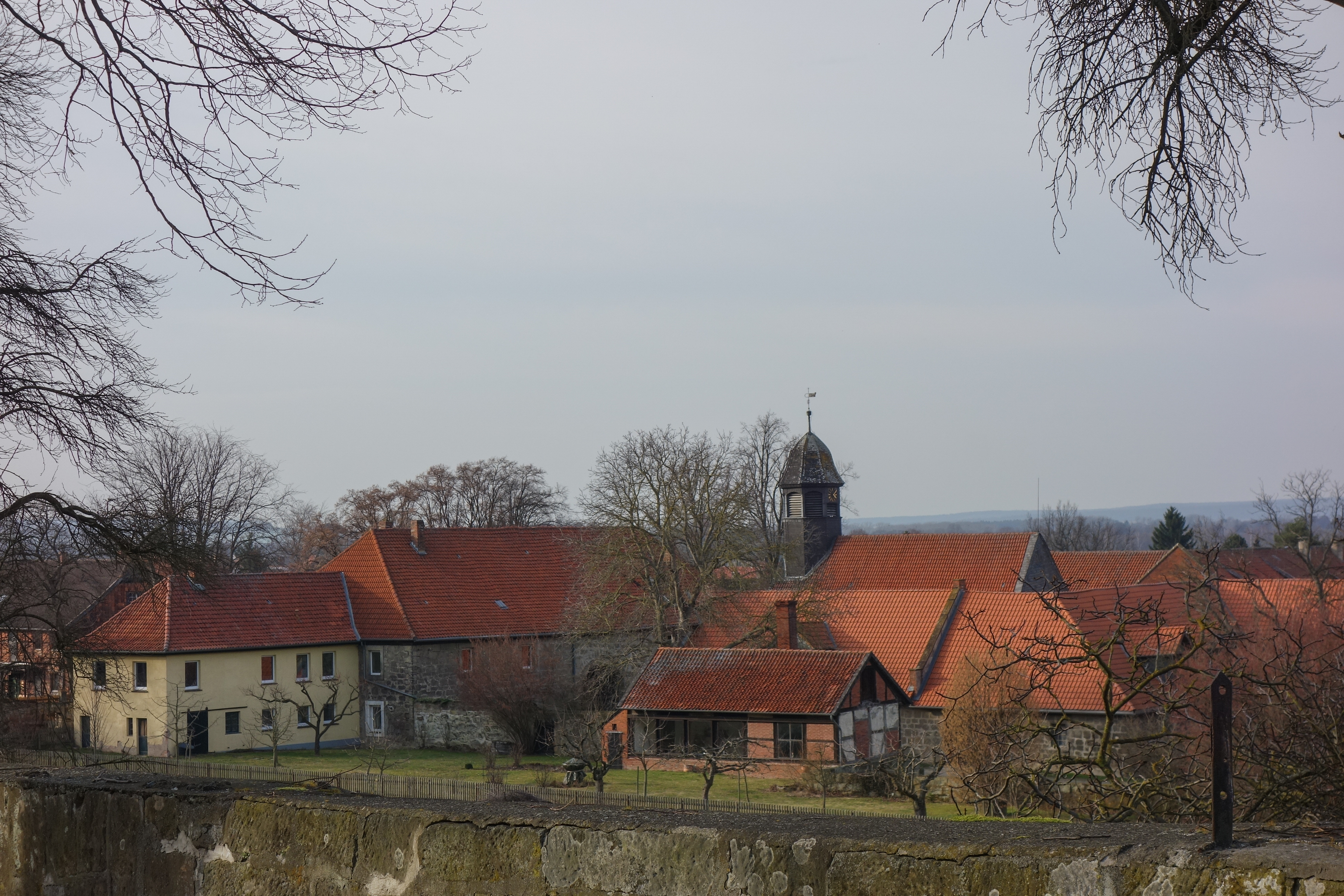
Manoir d'Alt Wallmoden

## Armes

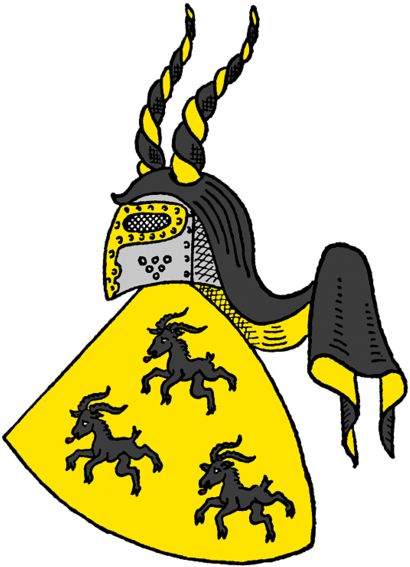
Armoiries de la famille von Wallmoden

Le blason principal montre trois (2: 1) bouquetins (de) noirs en or. Sur le casque avec des lambrequins noir et or, deux cornes de bouquetin noir enroulées dans un ruban or,.

## Poème sur Thedel von Wallmoden
Au XVIe siècle, sous le titre Thedel von Wallmoden, l'instituteur Georg Thym adapte une variante de la légende d'Henri le Lion comme chronique familiale consacrée à un ancêtre inventé au début du XIIe siècle et à ses prétendues aventures. La première impression a lieu à Magdebourg en 1558. La chronique en rimes est publiée par Paul Zimmermann en 1887 et Andrea Schindler en 2020

## Personnalités

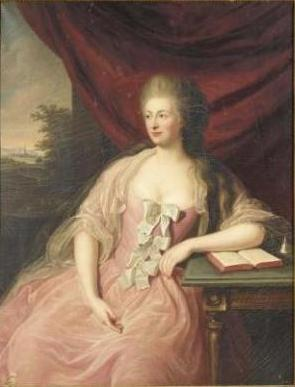
Amélie von Wallmoden
Johann Ludwig von Wallmoden-Gimborn
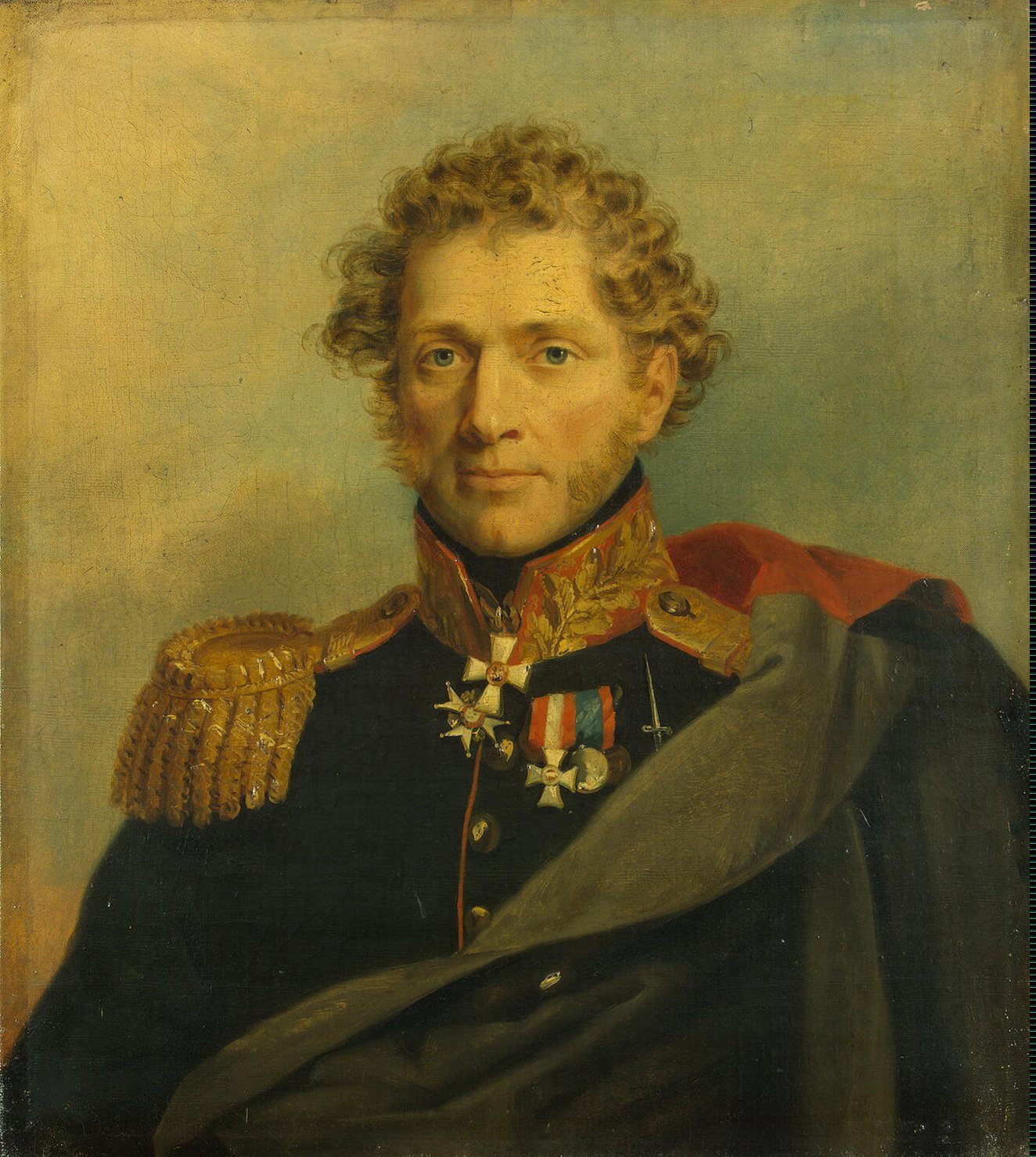
Ludwig von Wallmoden

- Amélie von Wallmoden (1704-1765), maîtresse du roi britannique Georges II.
- Johann Ludwig von Wallmoden-Gimborn (1736-1811), lieutenant-général hanovrien
- Karl von Wallmoden-Gimborn (de) (1792-1883), général de cavalerie impérial et dernier représentant des comtes de Wallmoden
- Ludwig von Wallmoden (1769-1862), général de cavalerie autrichien
- Thedel von Wallmoden (de) (né en 1958), germaniste et éditeur allemand
- Thedel Friedrich von Wallmoden (1725-1788), juriste et juge

### Bibliographie

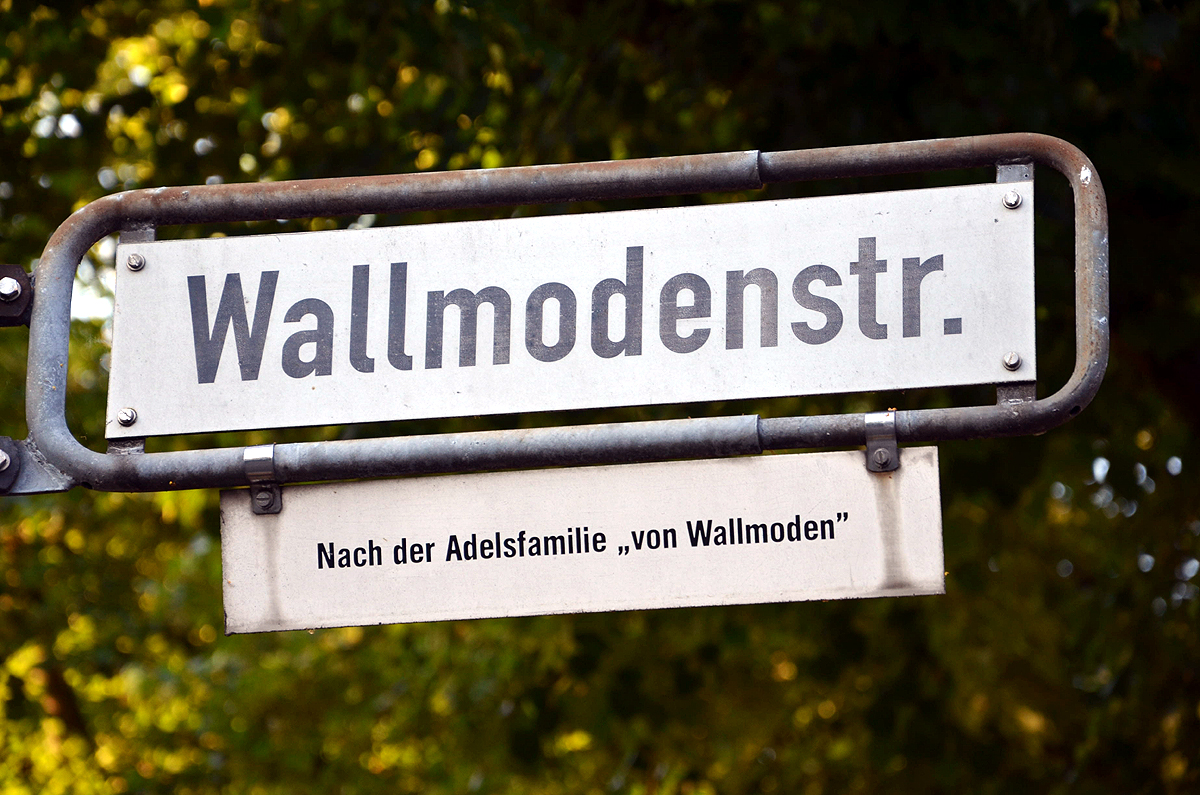
Wallmodenstraße à Hanovre